# ギルロイ (カリフォルニア州)
ギルロイ（英: Gilroy、[ˈɡɪlrɔɪ]）は、アメリカ合衆国カリフォルニア州のサンタクララ郡にある都市。人口は5万9520人（2020年）。サンノゼの南方に位置している。

## 概要
ニンニク（ガーリック）の産地として知られ、毎年開催するギルロイ・ガーリック祭には、ニンニクを使った様々な料理や、ニンニクの入ったアイスクリームを出している。またマッシュルームもかなりの量を生産している。市西部の大部分、マドンナ山郡立公園の麓周辺にある古い家の敷地で、小規模なワインが生産されている。
ギルロイ・ホットスプリング道路を通って市の北東約13km には、ビクトリア時代のリゾートであるギルロイ・ヤマト・ホットスプリングがあり、カリフォルニア州の歴史的建造物になっている。またその全体が工場アウトレット店で構成される大型のギルロイ・プレミアム・アウトレットもある。
昔から在るランドマークとしては、カリフォルニア州道152号線沿いに特化されたテーマパークであるギルロイ・ガーデンズ・ファミリー・テーマパーク、州道152号線近く町の西約19kmにヘッカー峠のマドンナ山郡立公園、町の北東にヘンリー・W・コー州立公園がある。また南東の外れ北緯37度00分06秒 西経121度32分27秒 / 北緯37.00167度 西経121.54083度にはコンアグラ・フーズが所有するギルロイ・フーズ加工工場が目立っている。
南東のホリスター方面や北のサンマーティン方面は、牧場やニンニク、イチゴの農園が占めている。ワインはニンニクの次に力を入れているものである。ギルロイ・ワイントレイル沿いにワイン醸造所がある。

## 歴史
1770年代にフニペロ・セラ神父が率いた開拓者がこの地域に到着し始め、1797年にはパハロ川近くにサンフアン・バウティスタ伝道所が設立された。1809年、イグナシオ・オルテガがスペインの土地譲渡で13,066エーカー (52.88 km2) の土地所有を認められ、ランチョ・サンイシドロとなった。その近くにサンイシドロの村が成長した。そこはエル・カミノ・レアルおよびサンタクララ・バレーとサンホアキン・バレーを繋いだパチェコ峠の麓にあった。当時のカリフォルニアから輸出された主要産品は獣脂であり、数千樽が加工されてヌエバ・エスパーニャの他地域に出荷された。外国人との貿易や外交的交流はスペイン総督政府から厳格に禁じられていたが、贅沢品を切望するカリフォルニオは密かに実行していた。
米英戦争の時、北西会社が武装商船アイザック・トッドを派遣して、コロンビア川河口にあるアメリカ人交易基地のアストリア砦を占領させようとした。この船はイングランドのポーツマスを出港し、ケープホーンを回ってアメリカの太平洋岸まで進んでおり、途中のスペイン領の港で物資を補給していた。1814年1月、アイザック・トッドはモントレー・プレシディオ（砦）に到着した。その訪問中に平凡な水夫のジョン・ギルロイ（スコットランド出身であり、海に出たときにスコットランド出身と悟られないよう、それまでのカメロンからギルロイに変えていた）が、船から飛び降りたか、あるいは壊血病療養のために岸に残されたかで、この地に留まった。そこからサンイシドロに向かう間の何らかの時にローマ・カトリックに改宗し、アルタ・カリフォルニアでスペイン王室が合法的に認知した非スペイン人開拓者として最初の者になった。長い間にアメリカ人やヨーロッパ人がこの地域に入ってくるようになったが、暫くはスペイン、さらに1821年以後は独立したメキシコの支配下にあった。ギルロイはその雇用主の娘と結婚し、最後は村のアルカルデ（村長）になった。
カリフォルニアが1848年にアメリカ合衆国に併合されたことに続いて、シエラネバダ山脈で金が発見され、それまでは細々とだった東部州からの移民が大挙押しかけてくるようになった。元々のカリフォルニオ土地所有者の多くが土地を切り売りし、不法占有者のために失い、あるいは所有権に関する聞き取り調査で取り上げられ、サンイシドロ周辺の地域はプレザント・バレーと呼ばれるようになった。1870年3月12日、ギルロイ町として州議会により公式に法人化された。ジョン・ギルロイは1869年に死亡していた。この時までに町の中心はエル・カミノ・レアルの西に移動していた。当初の村があった場所は、今日ではオールド・ギルロイと呼ばれるあまり人の住まない領域になっている。暫くの間、牛の飼育と、近くのサンタクルス山地からの木材が地域経済にとって重要だったが、バレーの他の地域と同様に農業が最大の収入源となった。農業は長い間重要なままだったが、1970年代に北のシリコンバレーに対するベッドタウンに変わり始めた。
町には19世紀半ばからの建物が多く残っている。1857年に建てられたキリスト教会はサンタクララ郡で最古の連続的に利用されている木造建築物となっている。鍛冶屋ジョージ・ユースティスの家屋は1869年の建設である。ユースティスは南北戦争の古参兵であり、ゲティスバーグの戦いにも参戦していた。サミュエル・ムーアは長くギルロイ郵便局長を務め、その家は1870年代に建てられた。その家屋が建てられていた場所には現在アパートが建っている。市の北東には19世紀後半に開発されたリゾート地、ギルロイ・ヤマト・ホットスプリングスがある。

## 地理
ギルロイ市は北緯37度00分43秒 西経121度34分48秒 / 北緯37.012048度 西経121.580080度に位置している。サンノゼ市から南に40 km、太平洋岸から内陸に30 kmにある。サンタクララ・バレーの南部にあり、標高は61 mである。西はサンタクルス山地、東はディアブロ山地が境になっている。アメリカ合衆国国勢調査局に拠れば、市域全面積は16.156平方マイル (41.845 km2)、このうち陸地は16.146平方マイル (41.819 km2)、水域は0.010平方マイル (0.027 km2)で水域率は0.06％である
騒音公害になっているのはアメリカ国道101号線、エル・カミノ・レアル、リーブスリー道路など幹線道路である。環境騒音レベル60以上の騒音に曝されている人が約4,000人いる。

### 気候
太平洋の緩和効果があるので、ギルロイは温かい地中海性気候にある。盛夏の平均最高気温は32.3°C (90.2°F)、仲冬の平均最低気温は 0.9°C (33.6°F) である。年間平均降水量は480 mm (18.9 インチ）であり、通常夏は乾燥している。降雪は20年に1回と希であり、あったとしても短時間であり積もらない。夏は海岸からの霧が特徴であり、午後10時頃に始まり、翌朝午前10時に消える。冬は快晴から薄曇りの日が多く、時として風雨がある。地形から見て竜巻、激しい暴風、雷雨は起こりにくい。シャパラルと草地の生物群系となり、高地にはライブ・オークが自生している。
最も寒い12月の平均気温は、最高気温が16°C (60°F)、最低気温が3°C (38°F) である。最も暑い7月は最高気温が31°C (88°F)、最低気温が13°C (55°F) である。 37.7°C (100°F) を超える日が平均7.4日あり、氷点下になる日は平均17.7日ある。過去最高温度は1972年7月15日に記録されたで46°C (115°F) だった。過去最低温度は1990年12月22日から24日に記録された-8°C (17°F) だった。
計測可能な降水がある日は年間平均60日である。過去最も降水量が多かったのは1983年の955 mm (37.6インチ)、最も少なかったのは1977年の284 mm (11.17 インチ）である。月間降水量の最多は1914年1月の372 mm (14.64 インチ）だった。
| ギルロイ (1906年-2012年)の気候 | ギルロイ (1906年-2012年)の気候 | ギルロイ (1906年-2012年)の気候 | ギルロイ (1906年-2012年)の気候 | ギルロイ (1906年-2012年)の気候 | ギルロイ (1906年-2012年)の気候 | ギルロイ (1906年-2012年)の気候 | ギルロイ (1906年-2012年)の気候 | ギルロイ (1906年-2012年)の気候 | ギルロイ (1906年-2012年)の気候 | ギルロイ (1906年-2012年)の気候 | ギルロイ (1906年-2012年)の気候 | ギルロイ (1906年-2012年)の気候 | ギルロイ (1906年-2012年)の気候 |
| 月                             | 1月                            | 2月                            | 3月                            | 4月                            | 5月                            | 6月                            | 7月                            | 8月                            | 9月                            | 10月                           | 11月                           | 12月                           | 年                             |
| ------------------------------ | ------------------------------ | ------------------------------ | ------------------------------ | ------------------------------ | ------------------------------ | ------------------------------ | ------------------------------ | ------------------------------ | ------------------------------ | ------------------------------ | ------------------------------ | ------------------------------ | ------------------------------ |
| 平均最高気温 °F （°C）         | 60 (16)                        | 64 (18)                        | 67 (19)                        | 72 (22)                        | 78 (26)                        | 84 (29)                        | 88 (31)                        | 88 (31)                        | 86 (30)                        | 79 (26)                        | 68 (20)                        | 60 (16)                        | 74.5 (23.7)                    |
| 平均最低気温 °F （°C）         | 37 (3)                         | 41 (5)                         | 43 (6)                         | 44 (7)                         | 49 (9)                         | 52 (11)                        | 54 (12)                        | 54 (12)                        | 53 (12)                        | 48 (9)                         | 42 (6)                         | 37 (3)                         | 46.2 (7.9)                     |
| 降水量 inch （mm）             | 4.70 (119.4)                   | 3.74 (95)                      | 3.24 (82.3)                    | 1.40 (35.6)                    | .39 (9.9)                      | .10 (2.5)                      | .05 (1.3)                      | .05 (1.3)                      | .32 (8.1)                      | .90 (22.9)                     | 2.21 (56.1)                    | 3.72 (94.5)                    | 20.83 (529.1)                  |
| 平均降水日数 （≥.01 in）       | 10                             | 9                              | 9                              | 6                              | 2                              | 1                              | 0                              | 0                              | 1                              | 3                              | 6                              | 9                              | 58                             |
| 平均降雨日数 （≥.1 in）        | 7                              | 6                              | 6                              | 3                              | 1                              | 0                              | 0                              | 0                              | 1                              | 2                              | 4                              | 6                              | 37                             |
| 出典：NOAA                     |                                |                                |                                |                                |                                |                                |                                |                                |                                |                                |                                |                                |                                |

## 人口動態

### 2010年国勢調査
以下は2010年国勢調査による人口統計データである。
| 基礎データ - 人口: 48,821人 - 世帯数: 14,175 世帯 - 家族数: 11,336 家族 - 人口密度: 1,166.7人/km2（3,021.7人/mi2） - 住居数: 14,854 軒 - 住居密度: 355.0軒/km2（919.4軒/mi2） - 持ち家: 60.8% - 借家: 39.2% - 持ち家空き家率: 1.7% - 貸し室空室率: 4.6% 人種別人口構成 - 白人: 58.7% - アフリカン・アメリカン: 1.9% - ネイティブ・アメリカン: 1.7% - アジア人: 7.1% - 太平洋諸島系: 0.2% - その他の人種: 25.2% - 混血: 5.1% - ヒスパニック・ラテン系: 57.8% | 年齢別人口構成 - 18歳未満: 30.7% - 18-24歳: 9.2% - 25-44歳: 28.9% - 45-64歳: 22.8% - 65歳以上: 8.4% - 年齢の中央値: 32歳 - 性比（女性100人あたり男性の人口） - 総人口: 98.5 - 18歳以上: 97.1 世帯と家族（対世帯数） - 18歳未満の子供がいる: 50.2% - 結婚・同居している夫婦: 57.6% - 未婚・離婚・死別女性が世帯主: 15.6% - 単身世帯: 15.1% - 65歳以上の老人1人暮らし: 6.4% - 平均構成人数 - 世帯: 3.39人 - 家族: 3.69人 |

| 人種構成       | 2010            |
| -------------- | --------------- |
| 総人口         | 48,821 - 100.0% |
| 単一人種       | 46,328 - 94.9%  |
| 非ヒスパニック | 20,607 - 42.2%  |
| 白人のみ       | 15,335 - 31.4%  |
| 黒人のみ       | 709 - 1.5%      |
| インディアン   | 180 - 0.4%      |
| アジア人       | 3,265 - 6.7%    |
| 太平洋諸島系   | 86 - 0.2%       |
| その他の人種   | 58 - 0.1%       |
| 混血のみ       | 974 - 2.0%      |
| ヒスパニック   | 28,214 - 57.8%  |

### 2000年国勢調査
以下は2000年国勢調査による人口統計データである。
| 基礎データ - 人口: 41,464 人 - 世帯数: 11,869 世帯 - 家族数: 9,590 家族 - 人口密度: 1,010.1人/km2（2,615.2人/mi2） - 住居数: 12,152 軒 - 住居密度: 296.0軒/km2（766.5軒/mi2） 人種別人口構成 - 白人: 58.9% - アフリカン・アメリカン: 1.8% - ネイティブ・アメリカン: 1.6% - アジア人: 4.4% - 太平洋諸島系: 0.3% - その他の人種: 27.7% - 混血: 5.4% - ヒスパニック・ラテン系: 53.8% | 年齢別人口構成 - 18歳未満: 32.6% - 18-24歳: 10.0% - 25-44歳: 32.7% - 45-64歳: 18.0% - 65歳以上: 6.8% - 年齢の中央値: 30歳 - 性比（女性100人あたり男性の人口） - 総人口: 99.3 - 18歳以上: 98.6 世帯と家族（対世帯数） - 18歳未満の子供がいる: 47.7% - 結婚・同居している夫婦: 60.8% - 未婚・離婚・死別女性が世帯主: 14.2% - 非家族世帯: 19.2% - 単身世帯: 14.3% - 65歳以上の老人1人暮らし: 5.9% - 平均構成人数 - 世帯: 3.46人 - 家族: 3.74人 | 収入と家計 - 収入の中央値 - 世帯: 66,401米ドル - 家族: 80,371米ドル - 性別 - 男性: 45,759米ドル - 女性: 34,710米ドル - 人口1人あたり収入: 22,071米ドル - 貧困線以下 - 対人口: 10.4% - 対家族数: 7.3% - 18歳未満: 12.8% - 65歳以上: 6.5% |

## 経済
ギルロイ市の失業率は15.30％と高く、就職機会成長率も-1.48%である。今後10年間では就職機会が21.74% 成長すると予測されている。
市内の大規模雇用主はクリストファー牧場とオーラム・スパイシーズ・アンドベジタブルズである。

## 芸術と文化

### 毎年開催される文化行事
- ギルロイ・ガーリック祭

## 公園とレクリエーション
- コヨーテ湖・ハーベイ・ベア牧場郡立公園[19]、市のすぐ東にある
- ギルロイ庭園、市の西側、州道152号線沿い
- ヘンリー・W・コー州立公園

## 政治
カリフォルニア州議会上院では第17選挙区、下院では第30選挙区にあり、共に民主党員を選出している。アメリカ合衆国議会下院では第19および第20選挙区に入っており、やはり民主党員を選出している。

## 教育
高等教育機関としてはガビラン・カレッジがある。公立の初等中等教育はギルロイ統合教育学区が管轄しており、高校3校、中学校3校、小学校8校が含まれている。その他にギルロイ・アーリーカレッジ・アカデミーがある。

### 公共図書館
サンタクララ郡図書館がギルロイ図書館を運営している。

## メディア
- 「ギルロイ・ディスパッチ」、新聞
- 「ギルロイ・パッチ」、オンライン新聞

## インフラ

### 交通

#### 主要高規格道路
- アメリカ国道101号線
- カリフォルニア州道152号線 – 州道152号線と同156号線の東行き線の改良が提案されているが、資金問題で止まっている

#### 公共交通機関
- サンタクララバレー交通局が地元のバス路線と、サンノゼおよびサニーベールまでの急行バスを運行している[21]
- カルトレインがウィークデイのラッシュアワーに、ギルロイ駅からサンタクララ・バレー、サンフランシスコ半島、サンフランシスコまで通勤列車を運行している[22]
- アムトラックはキャピトル・コリドーに接続する連絡バスをサンノゼとサンタバーバラの間で走らせており、そのバスがギルロイで停車する[23]
- モントレー・サリナス・交通のライン55はギルロイで停車し、ラッシュアワーのサンノゼ・モントレー急行バスを運行し、アムトラックのスルーウェイ・モーターコーチと接続している[24]
- サンベニト郡急行がホリスターとサンフアンバウティスタまで郡間バス便を運行している[25]

## 大衆文化の中で
- ディズニーXDの番組『ジーク アンド ルーサー』はギルロイが舞台である。

## 著名な出身者
ロバート・ゲレーロ（1983年 - )、プロボクサー、国際ボクシング連盟で3回チャンピオン、世界ボクシング協会と世界ボクシング機構のライト級暫定王者

## 姉妹都市･提携都市
- アングラ･ド･エロイズモ（ポルトガル共和国 アゾレス諸島）
- 田子町（日本国 東北地方 青森県）[26]
- テカテ（メキシコ合衆国 バハ・カリフォルニア州）
- コロール（パラオ共和国 コロール州）
- サンクラール（フランス共和国 オクシタニー地方 ジェール県）
- モンティチェッリ･ドンジーナ（イタリア共和国 エミリア･ロマーニャ州 ピアチェンツァ県）